# 广州湾

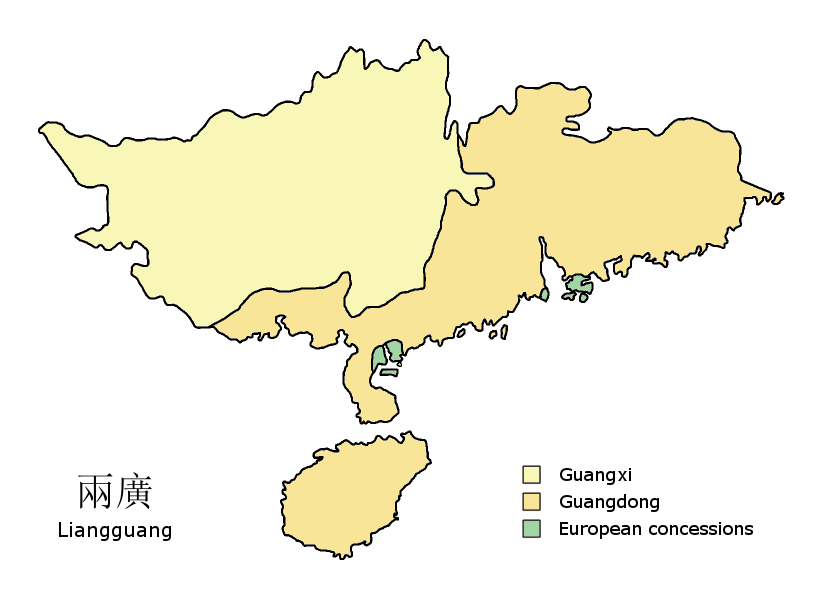
歐洲國家於廣東的租借地、殖民地（廣州灣、葡屬澳門及英屬香港）於中國兩廣地域之位置，約1900年

廣州灣（法語：Kouang-Tchéou-Wan，又譯等），是法蘭西第三共和國于1899年至1945年在清朝广东省设立的租借地，總面積约1300平方公里。1943年太平洋戰爭時被日本佔領，1945年由法蘭西共和國臨時政府歸還给中华民国國民政府，随后以原广州湾租借地设立湛江市。

## 地理
广州湾一词具有多重含义，在水面上的广州湾可指高廉道高州府吴川县南三都以南（现湛江港湾）的水面，陆地上的广州湾在1898年前则为吴川县南三都鹭洲岛（今南三岛）上的广州湾村，1898年后，指法属广州湾租借地，现今仍可指湛江市市辖四区（尽管广州湾租借地仅包括现今湛江市市辖四区的霞山区的全部、坡头区和麻章区各一部分区域以及赤坎区的大部分区域）。海灣深入廣州灣的租借地帶，海湾南部为後來的湛江港，海湾由南到北深入陆地，逐渐收窄，形成今湛江水道（法属时期，法国人根据音译称为马溪河或者麻斜河）和今湛江港（通称麻斜海，别称广州湾）。
清朝末期，麻斜河以東屬清朝广东省高廉钦道高州府吳川縣，以西屬广东省雷琼道雷州府遂溪縣。明清時期的广东承宣布政使司（广东布政司）及后来的广东省雷州府遂溪縣从未對广州湾有過行政管轄。
成为法兰西第三共和国在中国的唯一租借地后，管辖区域内有兩個主要中心城區，分別為行政中心白雅特城（Fort Bayard）（民间称西營，今屬霞山區）與商業中心赤坎（今屬赤坎區）。早期曾在麻斜河以东的麻斜（今坡頭區麻斜街道）设置行政中心，后放弃。此外，還有多個设立了公局的墟鎮中心和較小港埠，如铺仔（今湖光镇铺仔社区）、太平（今太平镇太平社区）、东山（今东山街道东山社区）、志满（今屬湖光农场）、淡水（今硇洲镇淡水社区）、三合窝（今塘镇三合社区）等。

## 歷史
广州湾地名最早出现朝代暂不可考。有“广州湾”来自于“九州湾”的说法。

### 建置變化
西漢滅南越國時期，在此帶有設合浦郡徐闻县（为合浦郡治所）、合浦郡高凉县、合浦郡合浦县等县，时广州湾区域麻斜河左岸属交趾部合浦郡徐闻县，麻斜河右岸属交趾部合浦郡高凉县。
汉成帝绥和元年（前8年）改交趾刺史部为交州刺史部，合浦郡与其余九郡隶交州刺史部。
时广州湾区域麻斜河左岸属交州合浦郡徐闻县，麻斜河右岸属交州合浦郡高凉县。
三國吳國後改高兴郡，时广州湾区域麻斜河左岸属合浦郡徐闻县，麻斜河右岸属依次属高凉郡高凉县、高兴郡高凉县。
晋武帝太康年间（282年左右）废高兴郡，并入高凉郡。麻斜河右岸属于平定县。
隋开皇九年（589年）春，废平定县，改置吴川县，吴川之名始见《隋书》。麻斜河右岸属于吴川县。
公元907－958年，吴川县属南汉罗州。麻斜河右岸属于南汉罗州吴川县。
开宝五年（972年）废罗州，吴川改隶辩州。太平兴国五年（980年），改辩州为化州，吴川隶属化州。麻斜河右岸属于化州吴川县。
元时广州湾区域属于湖广行省海北海南道，麻斜河左岸属湖广行省海北海南道雷州路遂溪县，麻斜河右岸属湖广行省海北海南道化州路吴川县。
法国占广州湾后，广州湾作为行政概念扩大，由高州府吴川县南三都的广州湾村（为行政村，下辖数个自然村）的概念正式扩大为广州湾租借地的概念，管辖原清代高州府吴川县和清代雷州府遂溪县的部分土地。

### 明朝
明洪武元年（1368年）元海北海南宣慰副使陈乾福降明。同年化州路改为化州府，吴川县属化州府。
明洪武十四年（1381年）化县复改为化州，吴川与化州同属高州府。后世广州湾区域（1898－1945年）麻斜河右岸属于高州府吴川县，左岸属雷州府遂溪县。
明嘉靖十四年（1535年） 广州湾三个字首次正式被记载于《广东通志初稿》里，这也是现今暂时能够找到的首个记录广州湾的古籍文书。“广州湾”此时系指高州府吴川县所属的六个渡口之一，与其并列的渡口还有合江、南巢、调高、碙洲（即今天的硇洲）、麻练。（戴璟修撰：《广东通志初稿》，卷三十八）
明嘉靖四十年（1561年），广州湾被记载为高州府神电卫所下辖的海澳之一，与其并列的还有莲头港（位于今茂名市电白近海处）、汾州山（位于今茂名市放鸡岛）、两家滩（位于今廉江市新华镇良垌河与麻斜河交汇处）等。（见郑若曾著《筹海图编》卷三，广东事宜）
明万历九年（1581年）《苍梧总督军门志》中的“全广海图” 第四图，广东承宣布政使司（广东布政司）高州府吴川县南仙门港外为“广州湾”，这是目前能见到的广州湾最早出现在地图上。
此时的陆地上和洋面上的“广州湾”均暂未与广东承宣布政使司（广东布政司）雷州府真正产生任何行政上的关联。

### 清朝
顺治三年（1646年），清军入粤。宣统三年（1911）九月二十三日，高州府宣布反正，成立都督府。
广东省高廉道高州府吴川县南三都以南的洋面仍称“广州湾”。
到了清末时期，广州湾的“州”字，在古籍中同时出现了“州”与“洲”，陆地上的广州湾则为吴川县南三都鹭洲岛（约等于今南三岛范围原10个小群岛）上的广州湾村，为行政村，下辖数个灯塔岛上的自然村。（现南三岛为1950年代联岛工程将10个小岛相连成的面积为123平方公里的大岛，清末10个小岛仍为独立的岛，灯塔岛为包括现在依旧独立的特呈岛在内的11个小岛的岛群中的小岛之一）。
1898年的广州湾租借地所管辖的调顺岛当时属吴川县南一都，特呈岛、南三岛属吴川县南三都，硇洲岛属吴川县南四都。
此时的“广州湾”仍未与广东省雷琼道雷州府产生任何行政上的关联。

### 法属时期
清光绪二十四年（1898年）二月二十一日，法国使臣吕班向清政府总理署送交照会，提出“在南省海面设立趸船之所”等4项要求。三月三十日，清政府同意法国4项要求，答应将吴川县南三都（今南三岛）面积约20平方公里的几个小村落和附近海面租借给法国，作为停船趸煤之所，租期99年，范围待对该地查勘后商订。法國軍艦白瓦號進入廣州灣一帶避風，發現該處為深水良港，始向法國政府建議殖民當地。闰三月三日，法海军准将福德·杜基吐鲁英未待划界，即强行在逐溪县海头汛（今霞山）登陆，“挟兵占地”，向遂溪、吴川县内地扩展。在1898年4月到1899年11月签订《中法互订广州湾租界条约》期间，法军与当地练勇及反抗殖民统治的居民多次发生战斗。当地人死伤近300人，其中约130人死亡；法军死伤约60人，其中死亡约5人。
清光绪二十五年（1899年）二月三日，法国向清政府提出租界说帖和地图，要求“北至三水门头，东至黄坡，西至旧县村，南至大海，将硇洲、东海两岛全划界内”。五月三日，两广总督谭钟麟和广东巡抚鹿传霖拟订租界图，划地仅限于吴川县广洲湾村坊（今坡头区南三岛）和遂溪县海头汛（今霞山），送报总理衙门，请据以同法国交涉。遭到法方拒绝，并要求撤换两广总督等人的职。后清政府屈服于法国的压力，命李鸿章为两广总督，并委广西提督苏元春为钦差大臣主持划界。1899年11月16日，法国与清政府签订《中法互订广州湾租界条约》，将遂溪（雷州市北部、麻章區大部分、霞山區大部分、赤坎區大部分及今遂溪縣）、吴川两县属部分陆地、岛屿以及两县间麻斜海湾（今湛江港）划为法国租界，分界线由原遂溪县属的通明港起向北至新圩沿官路为界至志满，转向东北至赤坎以北、福建村以南分中为界向东出海面，横过调顺岛北边水面至吴川县属的兜离窝登岸，再向东至西炮台河面分中出海，距陆地3海里海面起，向南沿硇洲岛、东海岛外海面直至通明港外3海里海面止。海陆面积共约2130平方公里，其中陆地面积约518平方公里，租借期99年，统称“广州湾”。次年正月二十一日，清政府正式批准《广州湾租借条约》，并在周围的雷州、黄坡、石门、大埠设常关卡，总名高雷常关。
1900年，法国政府任命一等民政官马利卑为第一任广州湾总公使，发布《委任东法总督担任广州湾行政之教令》，把广州湾划入法属印度支那联邦范围，于广州湾设置最高行政官吏总公使、副总公使，集行政、司法、立法于一身，直接受法属印度支那总督管辖。租界内，初期划分为“二城”：东营（麻斜)、西营（今霞山，初称白雅特城，以法军首次登陆的军舰“白雅特”号命名）、“四区”（赤坎、坡头、东海、硇洲），每区设一高等参办，由法国人充任。区下设乡，各乡设公局，公局长由华人充任。后将租界地划为2道6区，第一道辖赤坎、铺仔、太平3个区；第二道辖西营、东海、坡头3个区。行政首府初设麻斜市。
1911年7月4日，广州湾颁布《东法总督改组广州湾行政及司法之命令》，废除区制，采用“代表制”，在坡头、淡水、铺仔、志满、太平、东山、三合窝等处各派1名法国人为代表治理各地。废麻斜市，设西营、赤坎市。行政首府由麻斜迁至西营。西营由副公使兼任市长，赤坎市长由法国人担任。西营、赤坎和大的圩镇仍设公局，并设立广州湾公局（总局），由陈学谈任广州湾公局长。
1912年，法当局选定以麻斜海两岸的东营、西营建港，命名为“白雅特港”，亦称西营港，为法属东京海务局管理的无关税自由贸易港。
1916年5月20日，广州湾公使署奉东法总督令公布《广州湾市政警政管理条例》。条例分市政、交通、卫生、治安4章92条。
1925年，法当局进行司法改组，在市区或较大的圩镇设立第一法院，由总公使委派一名华籍法官负责，引用中国法律审判华人诉讼案件。1935年5月20日，东法总督发布《改组广州湾地方司法命令》，设立审判厅统管司法事务。
1936年，法当局向商店、小贩加收市牌税和市场税，又推行“义务公役法”，在群众举行大规模的罢市抗税斗争下被迫作出减税让步，暂停执行“义务公役法”。

### 日本占领与日法共管时期

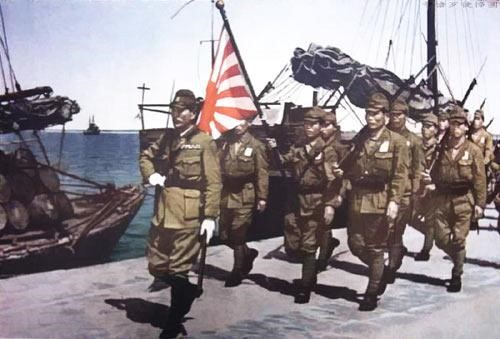
日本占领广州湾

作为法属印度支那的附属地，广州湾在第二次世界大战期间承受着与法属印度支那同样的命运。甚至在1940年8月30日维希法国与日本签署协议之前，维希法国就承认了“日本在远东地区的特权地位”，并构成了日本对法属印度支那军事占领的第一步。在7月初，日本的一支海军陆战队在没有任何反对的情况下登陆，并在白雅特城成立了监视和观察哨所:193。但当时广州湾当局仍然效忠于自由法国。
1941年7月，日军加紧南进，胁迫法属印度支那总督让德句签订《广州湾共同防卫协定》，允许日本派出海军商务委员会常驻广州湾，监督港口来往物资，企图断绝中国海上补给线和掠夺物资以支持其战争。1941年11月，由贝当元帅任命的法属印度支那总督让德句对广州湾进行了正式访问:194。1943年2月13日起，日军以独立混成第23旅团为主的陆海军约数千人，由旅团长渡左近少将指挥向雷州半岛登陆。16日拂晓，日军约1600人、汪政權武装约300人，在飞机掩护下分乘舰艇于广州湾通明港（今通明渔港）登陆。2月20日，日军攻占寸金桥后，指挥官入广州湾西营会见法驻广州湾公使署长官杜美(Pierre-Marie-Jean Domec)，交涉日、法“共同防卫广州湾”事宜。21日，日、法双方在法驻广州湾公使署签订《共同防御广州湾协议》。下午，日陆海军分别在西营、赤坎同时举行“和平进驻广州湾”仪式。此后杜美离职，由亲维希法国的爱德里安·罗克斯(Adrien Anthony Maurice Roques)接任:204。广州湾当局此后倒向维希法国，并逐渐沦为形式上的存在。

#### 同乐戏院事件
日軍占领广州湾后，随即设防作南洋战场桥头堡和补给基地。为打乱日本南进计划，从1943年3月起，国民政府和美国盟军多次空袭轰炸广州湾，破坏其军事设施和战时补给，使日軍遭受沉重打击，不得不暂停部分军事设施，减缓南进侵略部署。 
但轰炸中曾发生一次严重的误炸。1944年6月2日夜（一说6月5日 ），盟军出机计划轰炸日军驻广州湾司令部（今寸金路旧海关楼）和后勤部（旧南强中学，今湛江师院附中）等日军驻防，却偏离误炸赤坎市区。这次盟军共出动飞机6架，分别在今民主路、南兴街、中兴街误投4弹，造成倒塌房屋十数间，死伤市民300多人的惨剧。其中中兴街与中华路交汇处的同乐戏院人员伤亡最多，损失最大。
由于同乐戏院场地靠近颇有名气的大中酒楼，生意较好，一般营业到通宵。广州湾自空袭日军以来，未曾发生误炸先例，故市民防空意识薄弱。当晚11时多，盟军飞机曾盘绕赤坎上空，并未引起市民警觉疏散预防，造成误炸伤亡惨重。三弹落在居民区，一弹落中同乐戏院。当时，同乐戏院跳舞的人全集中在舞池周围，被炸得措手不及，当场炸死乐手舞女10人，及市政厅法国师爷林质甫、医生彭信清等舞客10多人。
隨著法國本土解放和維希政府的瓦解，1945年3月9日，日本軍在法屬印度支那發動三九政變，完全推翻了法屬印度支那的殖民政府。同日，日军将法国驻广州湾600余名军警全部解除武装，并把法国官兵集中管制，并设立广州湾自治区，完全取代了法国对广州湾的统治。日本與汪政府廣東當局隨即任命原廣州灣总公局局长陈学谈為广州湾自治区主任。

### 移交中华民国

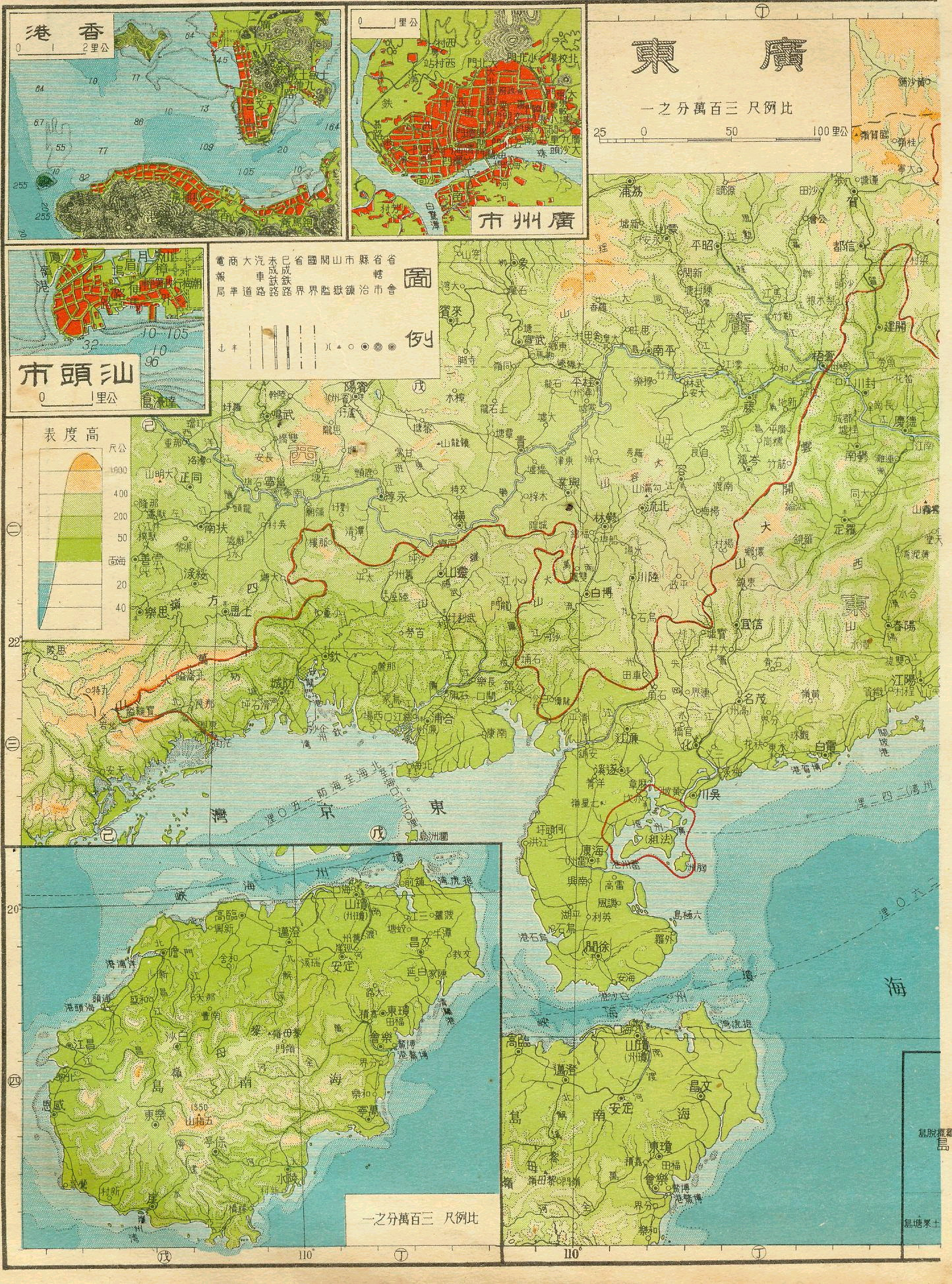
1935版廣州灣租界線

1945年，日本宣布无条件投降，第二次世界大戰结束，8月18日，中华民国国民政府外交部政务次长吴国桢与法国驻华使馆代办戴立堂代表中法政府，在重庆签订《中华民国国民政府与法国临时政府交接广州湾租借地条约》，宣布把1899年11月16日租借的广州湾归还中国。8月22日，广东省政府奉国民政府令，以广州湾租借地辟为市治，定名为“湛江市”。市政筹备处隶属广东省第七区行政督察专员公署。同时，选派李月恒为湛江市政筹备处主任，负责市政筹建事宜。9月16日，粤桂南区总指挥邓龙光派参谋长刘其宽到广州湾赤坎筹备受降及接收事宜。同时，命令国民革命军第46军第175师开进广州湾，接收赤坎、西营和遂溪麻章，第46军第156师接收东营、坡头和廉江。9月21日，湛江市政筹备处和广州湾党政接收委员会在赤坎正式办公，日军渡部市藏向邓龙光递交了投降书。10月14日，湛江市政筹备处决定拆除纪念法国租借广州湾的金鸡纪念碑，废除日軍佔領時期各公局，重新命名赤坎、西营两市区街道名称。10月19日，中法交接广州湾租界典礼在西营原法国驻广州湾公使署举行。12月11日，所有法籍官员、家眷、侨民，乘英国军舰“加顿”号到法属越南西贡。
1946年1月，首任湛江市长郭寿华与广州市、汕头市3个省辖市市长在广州市省政府礼堂宣誓就职。2月16日，湛江市政府正式成立，市府设西营原法国驻广州湾总公使署。5月21日，湛江市临时参议会举行成立典礼暨第一次全体大会，刘敬熙、吴克诚为正副议长。12月6日，经国民政府行政院核准，正式宣布湛江市为对外通商口岸，互惠条约国的轮船可以自由来往。

## 居民
当地几乎所有居民均为华人，1935年时仅有266名法国人和4名其他欧裔人士定居于此。
1936年时，赤坎人口约5万，西营人口约2万。而第二次中日戰爭爆发后，由于珠江三角洲被日军占领，大量难民逃到广州湾，广州湾人口在1940年时剧增至40万。1942年时人口增至60万，其中赤坎人口增至约8万，西营人口增至约3万，其他圩镇人口也有明显增长。随后日军占领广州湾，人口出现回落。至1945年时，广州湾的人口回落至268416人，其中西营人口回落至10122人。

### 语言
在《廣州灣租界條約》簽訂以後，廣州灣成為了法蘭西第三共和國租借地，隨即將官方語言定為法语。而民間則繼續通行原有的地方語言，包括粤语的高阳片、粤海片、吴化片，以及闽语分支的雷州話。
法语成为当地受过教育的精英阶层的主要语言，但所有的法语学校已在日本占领时期关闭。在20世纪90年代初期，当地会讲法语的人数估计为一千名，大多数是老年人。

## 建筑
- 广州湾法国公使署旧址及广州湾法国警察署旧址

位于中国广东省湛江市霞山区海滨一路3号和延安路1号，两者隔延安路相对。
1986年广州湾法国公使署旧址被列为湛江市文物保护单位，2002年被列为广东省文物保护单位。2013年3月法国公使署旧址和法军指挥部旧址被列为第七批全国重点文物保护单位。（分类为	近现代重要史迹及代表性建筑 ；时代为	1903年、1905年；编号为	7-1847）
广州湾法国公使署旧址（俗称“公使堂”）建于1903年，广州湾法军指挥部旧址（俗称“绿衣楼”）建于1905年。1943年2月至1945年9月，日军侵占广州湾期间，军部设于“公使堂”，宪兵驻“绿衣楼”。1946年1月15日，国民政府以原广州湾租界范围设立湛江市，市政府驻“公使堂”，“绿衣楼”为警察署。1950年至1954年，湛江市人民政府亦驻于"公使堂"办公。1955年以后，"公使堂"先后为湛江市少年宫、华南工学院湛江分院、湛江无线电一厂等单位使用。“绿衣楼”在1949年以后一直由公安局使用。 
- 东方汇理银行广州湾分行

东方汇理银行大楼建于1917年，地上三层，地下一层。1926年开业，是法国方面的官方银行，也是广州湾最早的银行。目前建筑物由中国工商银行湛江第一支行使用。
- 维多尔天主教堂
- 硇洲灯塔

硇洲灯塔，位于广东湛江的硇洲岛上，湛江市国家级文物保护单位。始建于1898年，由麻石砌成，底宽5米，顶宽4米，高约23米。座架中央悬挂400千瓦的荧光灯，射程为26海里。属水晶磨镜灯塔。
- 坡头公局
- 铺仔公局
- 西厅机场

1936年，法国殖民者在广州湾修建机场，时称西厅机场；1952年10月，机场开通民航业务；1953年3月，成立湛江航空站；1956年，机场正式更名湛江机场；2004年3月，加入广东机场集团，并成立湛江机场公司。2022年3月24日，湛江西厅机场所有民航功能搬迁至湛江吴川国际机场，军事功能永久关闭，原址改为甬海高铁湛江北站。
- 西营邮电局

位于广州湾法国公使署旧址的左侧。现由于上世纪直到本世纪的不重视保护，外墙被烧焦。
- 西营监狱

现霞山看守所，位于霞山体育场（旧马迪运动场）斜对面。
- 法国蓝带兵营旧址

位于现民有路的安碧沙罗学校遗址南侧。也是国民革命军第六十二军军部及直属分队于湛江西营起义时的指挥部。目前建筑物由南海舰队使用。
- 法国红带兵营旧址

位于现广东海洋大学霞山校区内。建筑物已被拆除。
- 法军俱乐部旧址
- 福音堂

位于广东省湛江市霞山区延安路14号与逸仙路交叉处，是湛江市区基督教徒进行宗教活动的场所。延安路，广州湾时期为学堂街（又称比利时街），民国时期为剑泉路，建国后为延安路。逸仙路，因大量种植法国枇杷（学名：大叶榄仁）俗称枇杷街，广州湾时期为贝丁街，民国时期为逸仙路，文革时期为红旗路，现复名逸仙路。
福音堂为美国基督教牧师时乐士于民国14－25年（1925－1936）所建，内设礼拜堂和幼稚园2室，厅侧有传道员居堂和浸礼池。 福音堂原名“浸信会福音堂”，副堂为幼稚园，总面积247平方米，高9米，堂内分礼拜堂，设浸礼池。
- 赤坎法华学校
- 东洋电力公司旧址（又称东洋电灯公司）

广州湾的东洋电力公司建于1926年，是总部位于越南的东洋电灯公司的广州湾分部，现址是海滨大道霞山供电局。
- 西赤路

从西营到赤坎的公路，是广州湾第一条公路。现分为椹川大道北、椹川大道中、椹川大道南三段。
- 龙总督街
- 八角市场（又称八角街市）

建筑位于现在的霞山区东堤二横路，上世纪三十年代，广州湾当局修建，由著名本地的建筑设计师梁日新操工，是西营最早的正式市场。
- 长堤码头（又称长桥码头）旧址

位于汉口路附近，有标识指路。汉口路，广州湾时期称丹社路，民国时期称祖晃路，建国后称汉口路。
西营长桥码头建于上世纪二十年代，是客轮进出西营所停靠的码头。
- 赤坎骑楼街与西营东堤路、洪屋路骑楼
- 安菲特里特号纪念碑

于1940年11月在西营建造，位于现延安东路与海滨大道交界处，以宣示法国在广州湾主权。该纪念碑在20世纪50年代初被拆除。
- 法国爱民医院

位于湛江市霞山区民有路。现建筑原存于市第二人民医院内。遗存建筑于2010年被拆，遗址为海滨大道上可以目视到的高大的住院大楼。
1922年8月法国教会兴办的广州湾西营（霞山区旧称）“爱民医院”，（又称西营诊所）也是湛江市的首家大型医院，开创西医进入湛江先河。它是湛江市历史最悠久的综合性医院。初办时，只有少数正式医院和一批修女，设备简陋，仅有病床20张。1946年湛江建市，初易名为湛江市卫生院，后改为湛江市立西营（霞山旧称）医院。新中国成立后，由人民政府接管，命名为湛江市人民医院，接收时也不过130张病床，医务勤杂人员39人。1952年被命名为湛江市人民医院，1983年地市合并改称湛江市第二人民医院，1993年经市政府批准同时增挂广东医学院第二附属医院牌子。2018年湛江市第二人民医院成建制并入的广东医科大学（其前身是中山医学院湛江分院，创建于1958年）。正式命名为广东医科大学附属第二医院。
- 安碧沙罗学校

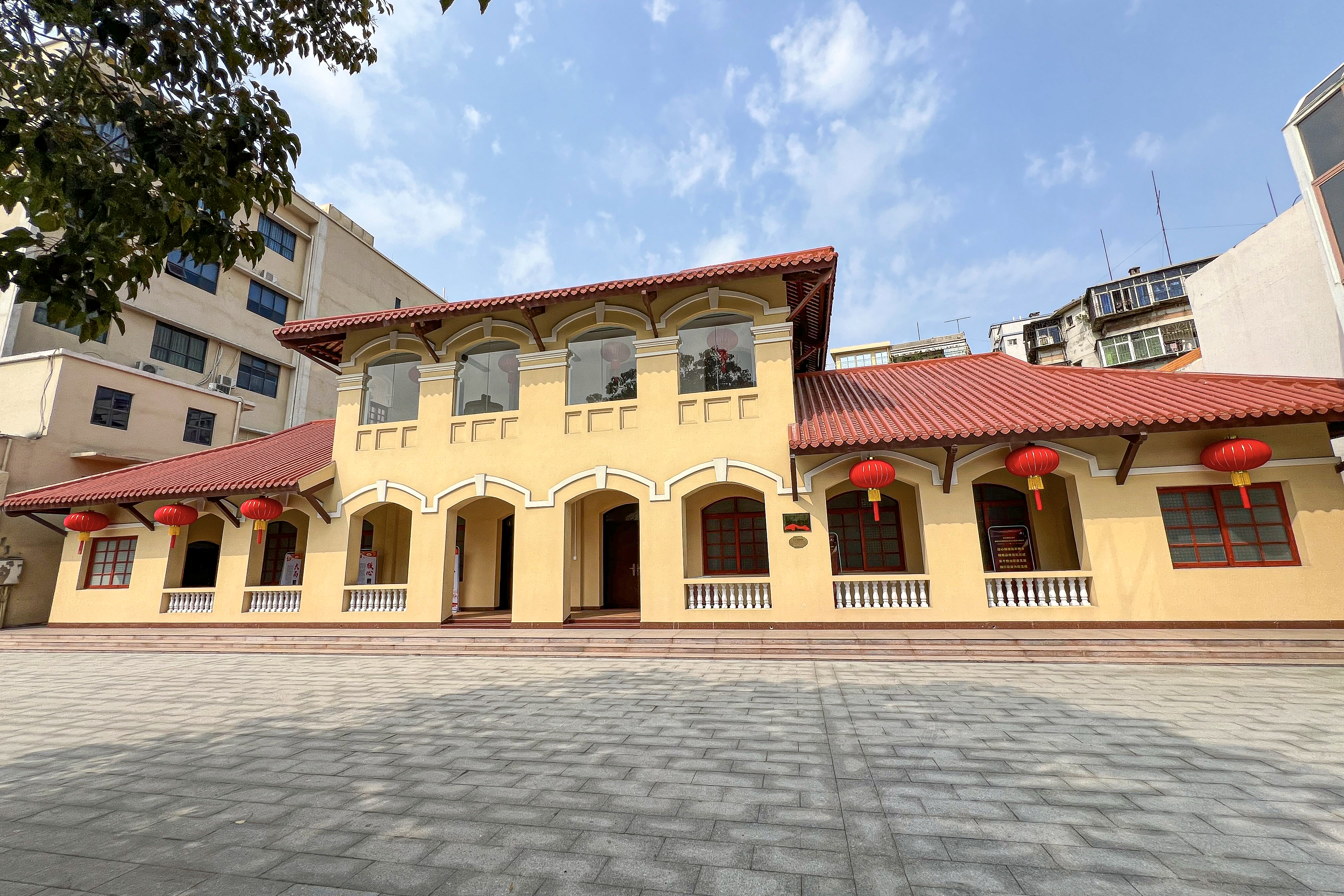
法华学校旧址

遗址为现民治路湛江市第二中学霞山校区（俗称旧校区）。民治路，广州湾时期称真美路，民国时期称民治路，十年时期称东风路，现称民治路。
安碧沙罗学校1929年改名为法华学校，原遗留建筑已于20世纪九十年代被拆除。
- 广州湾商会会馆

位于广东省湛江市赤坎区民主路。
1922年由赤坎各商号筹款在原平房旧址兴建。1923年邵先生负责商会工作期间，发动各商号捐资建筑商会新楼，得到殷商许爱周等人的赞助，新商会馆于同年破土动工，新楼建筑不论是从材料和设计上都非常讲究，所需要的材料，很多是从香港和海防等地运回广州湾。1925年落成。仿法国钟楼样式设计，二层钢筋混凝土结构，顶有钟亭，设置自鸣钟报时，风格别致，是赤坎最早的现代堂皇建筑。会馆建成后，广州湾商会正式成立，属下有赤坎的百货、船务、图书纸料、花纱布匹、国药西药、京果粮油、土产杂货等30多个同业公会，1946年的会员人数多达1057人。是粤西和粤西南地区最大的商会。1936年，日寇发动全面侵华战争的前夕，商会发动抵制日货运动。1991年广州湾商会会址被列为湛江市文物保护单位。
这座旧房子屋檐柱上有凸起的石碑，分别清晰刻有“商会日号”和“商会月号”等字号字样。工商联的工作人员表示，经过细致勘查，发现旧房子屋檐柱上凸起的石碑分别刻有“天、地、玄、宙、日、月”等字样。据有关部门初步分析，这座建筑物当年是根据脍炙人口的《千字文》的文字顺序来排列商会的号牌。
据了解，“天地玄黄宇宙洪荒，日月盈昃辰宿列张，寒来暑往秋收冬藏……”脍炙人口的《千字文》影响极为广泛，后世经常用来计数，也有采用《千字文》的文字顺序，比如一些商贾、店铺的帐簿，书卷的编号，连科举考试的试卷页码，都多采用《千字文》的字序来编排。截至今日，在赤坎还可以找到一些石牌，分别刻有闽浙会馆、潮州会馆多少号当业或产业，用数字来排列房产；广州湾商会的房产也是采用《千字文》的字序来排列。
- 潮州会馆

现建筑已不存，遗址在今广东湛江市赤坎区福建街30号（现市第十一中学），始建年代不详，从尚存的清乾隆四十八年（1783年）和清乾隆五十八年（1793年）两次扩建的碑文与鼓石，可知该会馆始建于清乾隆中期以前。会馆建筑布局幽雅华丽，建筑艺术水平甚高，瓷雕、砖雕、木雕均极精细，梁架斗拱和雕刻有着明显的潮州建筑工艺特点。1953年前曾作韩江小学校舍，续后为湛江三小、雷师附小、湛江二十一小及湛江十一中校舍。
广东省雷州府遂溪县二十二都麻章墟赤坎埠（广州湾时期赤坎市，现广东省湛江市赤坎区）离外海较远，风平浪静，宜船只风停泊，在宋代已是小商埠。清朝康熙年间解除了长达200年的海禁后，海运商贸迅速恢复和发展。福建商人方氏捷足先登，载货到赤坎贸易，是海上到赤坎经商的第一人，潮阳李氏则是潮州籍首个踏足赤坎的商人，他们得到当地居民友善关照，便定居下来，并不断招引同乡来赤坎经商。素有海外谋生习惯的闽浙、潮广、琼崖商人闻讯，纷纷前来做生意，邻近高雷一带商人也接踵而来，赤坎一度商贾云集，贸易兴旺。到了清朝道光年，赤坎区已“商旅攘熙，舟车辐辏”，向官府注册登记的商船达400多艘。不少商人到赤坎贸易，觉得大有商机，便安家置业，久而久之，引聚集居，自成群体。当时，潮州籍居住的人口达1000多人，闽浙的商行船号就有45家。为了便于同乡聚会、寄宿、统筹生意、议决大事，各路乡人，便捐资建立会馆，从清朝乾隆年至咸丰年间，赤坎先后建起了五大会馆：广府会馆（又称广州会馆）、高州会馆、潮州会馆、雷阳会馆（又称雷州会馆）和闽浙会馆。
- 广府会馆（又称广州会馆）

赤坎广府会馆，又称广州会馆，遗址位于广东省湛江市赤坎区福建街，清嘉庆年间建。会馆为三进合院，建筑为风火式山墙，穿斗式梁架结构，二进的拜亭建筑，造型和结构上均别具一格。原址现为湛江市第四小学校舍。
赤坎区原为古港埠，清康熙年间废除海禁后，素有航海经商习惯的福建船商载货来赤坎埠贸易，与土民相得，陆续招集同乡来此经营。因闽人引聚渐多，集居一处，乃成福建村及福建街。赤坎与外地商贸往来，福建人开其先河，继而潮、浙、穗及高、雷等地的商船、绅贾接踵而至，地方渐旺。由于经济交往，建筑工艺亦受影响，一幢建筑，往往融汇各地风格。此时期兴建的房屋布局还是四合院式结构，青石基础，高台式砖墙，歇山顶，抬梁或穿斗式梁架结构，但梁架、墩柱雕刻精细，装饰堂皇，艺术价值颇高。
- 高州会馆

高州会馆遗址在广东省湛江市赤坎区高州街，始建于清咸丰三年（1853年），该会馆旧址现为湛江市第四小学，操场处百年古榕尚在。
高州会馆大门牌匾及门联，“旅馆盍簪同敬梓，海波澄镜到博桑。”是清吴川状元林召棠所题。
高州会馆匾额石刻长约280公分，高约80公分，厚约15公分，为花岗石石料。匾文“高州会馆”、“咸丰中秋”、“郡人林召棠书”，系清代状元吴川人林召棠楷书。阴刻。此石刻原为高州会馆的匾额，二十世纪八九十年代会馆被毁，匾额由湛江市博物馆收藏，今为馆藏文物。高州会馆楹联石刻　 高约380公分，宽约50公分，为花岗石石料。上联“旅馆盍簪同敬梓”，下联“海波澄镜到来”，上下款“咸丰癸丑秋季”“郡人林召棠”。均为行草阴刻。联文系清代状元吴川人林召棠所书。此石刻原为高州会馆门户楹联，二十世纪九十年代会馆拆毁，楹联石刻由湛江市博物馆收藏，今为馆藏文物。
- 闽浙会馆

遗址位于广东省湛江市赤坎区民主路（今赤坎区人民医院内），建于清朝乾隆年间。
闽浙会馆，遗址在广东省湛江市赤坎区民主路，原为福建、浙江两省到赤坎经商士绅、船户行帮之会聚议事场所，始建于清乾隆年间。会馆为四合院式砖木结构建筑。该会馆旧址现为赤坎区人民医院，门前古榕尚在。
- 雷阳会馆（又称雷州会馆）
- 越南会馆（又称安南会馆）

遗址位于广东省湛江市霞山区。
- 建设旅店
- 南天大酒店

南天大酒店建于1939年，位于现在的霞山区。是当时广州湾最高级的酒店之一。建筑已不存，现为名叫南天苑的小公园。
- 法军南营旧址

位于湛江市南三岛东湖村民委员会管辖地带（上世纪五十年代联岛工程前为湛江市南三群岛中的巴东岛上）
- 圣无罪修女院（又称圣若瑟夫孤儿院）

圣若瑟夫孤儿院，别称西营育婴堂，于1935年由法国修女会开办，属维多尔天主教堂管辖，以收养孤儿。
解放后，育婴堂被指控杀婴一万名以上，教堂神父与修女们被放逐。近年来曾经被收养的孤儿们现身辟谣。
- 西营马迪运动场旧址

即现在的民有路（民有路，广州湾时期称大福路，民国时期称民有路，十年时期称为民路，现恢复民有路）的霞山体育场，亦称“西营跑马场”，建于上世纪四十年代，以时任广州湾公使马迪命名，足球、篮球、棒球、高尔夫、溜冰、跑马场地一应俱全。
- 金鸡纪念碑

位于今天霞山区的海滨公园，为1898年法军登陆地点。纪念碑在1945年10月14日由湛江市政筹备处决定拆除。
- 益智中学旧址

现位于逸仙路拐角处湛江市第一小学，由广州湾爱国乡绅筹建于1924年。
- 中国大戏院旧址

现位于逸仙路与民治路交叉路口的东风电影院。
二十世纪三四十年代建筑，原名米娜剧院，之后改名为中国大戏院，建国后改名东风电影院。已倒闭。
- 海生宫

## 经济
法国取得广州湾后，曾打算建立一个与香港并肩的自由港，但由于种种因素导致建设缓慢，难以与香港展开竞争。
当地的产业以农业及渔业为主，商业及工业则普遍由中国人控制。此外，由于广州湾属于自由港，在1928年美国取消对民用飞机出口的禁令之前，广州湾还被用作走私者将在马尼拉购买的军用飞机通过走私运送到中国的中转站，并且也成为了鸦片、石油产品等走私贸易的枢纽和奴隶贩卖的节点。
在20世纪20年代，广州湾拥有116公里的公路，其中64公里是硬底公路。广州湾也有往返于北圻海防、香港、澳门和中国广州的戎克船和轮船航线。
中国抗日战争爆发后，由于广州、汕头被日军占领，因此广州湾在抗战时期成为了中国极少数未被日军占领的对外海港之一，对外贸易和航运业繁盛一时，仅航驶香港线的千吨级货轮就有一二十艘。1938年至1940年，广州湾每年进出口物资额达到1000万美元，为1936年的20倍，进口额为1925年的40倍。由于大量难民抵达广州湾，各行业迅猛发展的同时也埋下了物价上涨的种子，随着人口的增长及市场物资的紧缺引致物价上涨。这一情况于1940年6月开始出现，在日军占领广州湾之后变得更为明显。

### 货币[12][10]
19世纪末，清政府将广州湾租借给法国。
法国得到广州湾后，最初使用银元。1926年，法国的东方汇理银行在广州湾西营教堂街设立分行，是广州湾第一家近代银行。东方汇理银行代表法国政府在法属印度支那发行货币，以该银行发行的纸币（以下简称“西贡纸”）作为兑现法国通商银元皮亚斯特（法語：Piastre）之用。广州湾居民称之为“安南纸”、“西贡纸”或“西币”。这些由东方汇理银行发行的纸币，成为广州湾的官方货币。
但是在民间，由于当时广州湾的经济发展依赖于内地尤其是广东的经济，与内地市场的关系非常密切，法国殖民当局又没有专门制定和颁布广州湾的本位币制度，所以当时广州湾的货币流通流域存在了两种截然不同的货币，并分别在各自的流通领域同时并存、流通。
法国殖民当局规定，凡在广州湾与法国殖民当局发生的一切财政税收、经济往来和钱银收付，一律以“西贡纸”为准。广州湾商民交纳的各项税款和罚款，如米粮税、土地税、营业税、牛皮税、街市税等，以及所有违警、治安、卫生罚金，都必须交纳“西贡纸”。另外，在邮政电信局使用的邮电资信费，电灯局收取的电灯费等亦须交纳“西贡纸”。法殖民当局给为其服务的各基层行政机构拨发的经费、工资，均是按“西贡纸”来拨发。
但在民间，由于广州湾与内地经济的紧密联系，在广州湾的民间商民也会收受在内地市场流通的货币。当时的广州湾商民一般乐意使用有内在价值的银元铸币，对此法国殖民当局亦不干预，并予认可。所以广州湾便出现了官方使用“越南纸”，民间使用内地银元铸币的特殊货币流通现象。
1935年，国民政府实行货币改革，放弃银本位，并由中央银行、中国银行、交通银行、中国农民银行发行法币，同时收回银圆等银币，禁止流通。法币在内地使用了一段时间后，也开始少量流入广州湾市场。直到抗日战争爆发，大量外来人口、资金涌入广州湾，使广州湾人口激增，百业兴旺，市场繁荣，法币随之大量流入广州湾市场，整个广州湾市场出现了以法币为主，兼有毫银、银元、“西贡纸”、港币等多种货币同时并行流通使用的特殊局面。
1943年，日本占领广州湾后，曾在广州湾发行日本军票和汪精卫政权发行的中储券并强迫商民使用，引发通货膨胀。在广州湾商会和市民的共同抵制下，无法流通。
抗战胜利后，广州湾回归中国，法国“东方汇理银行”的“西贡纸”亦随着法殖民统治者离开了广州湾。

## 另見
- 廣州法租界

## 人物
- 许爱周
- 陈学谈（第一屆國民大會廣東省代表，广州湾时期著名商人）

## 图集

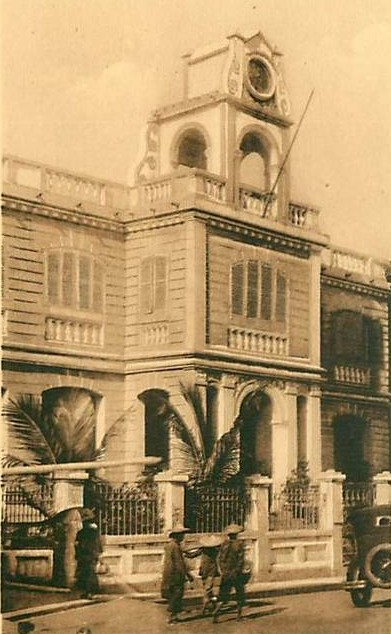
20世纪30年代的某个商会。
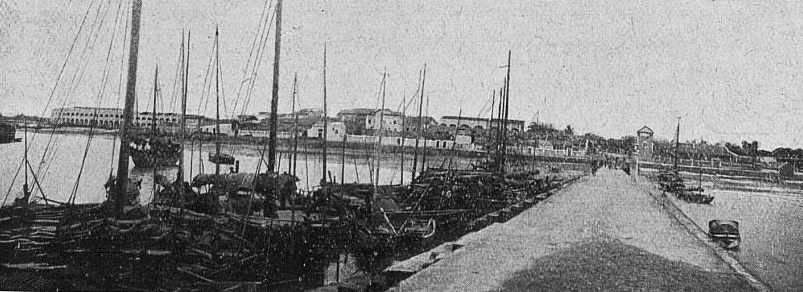
白雅特城的码头。
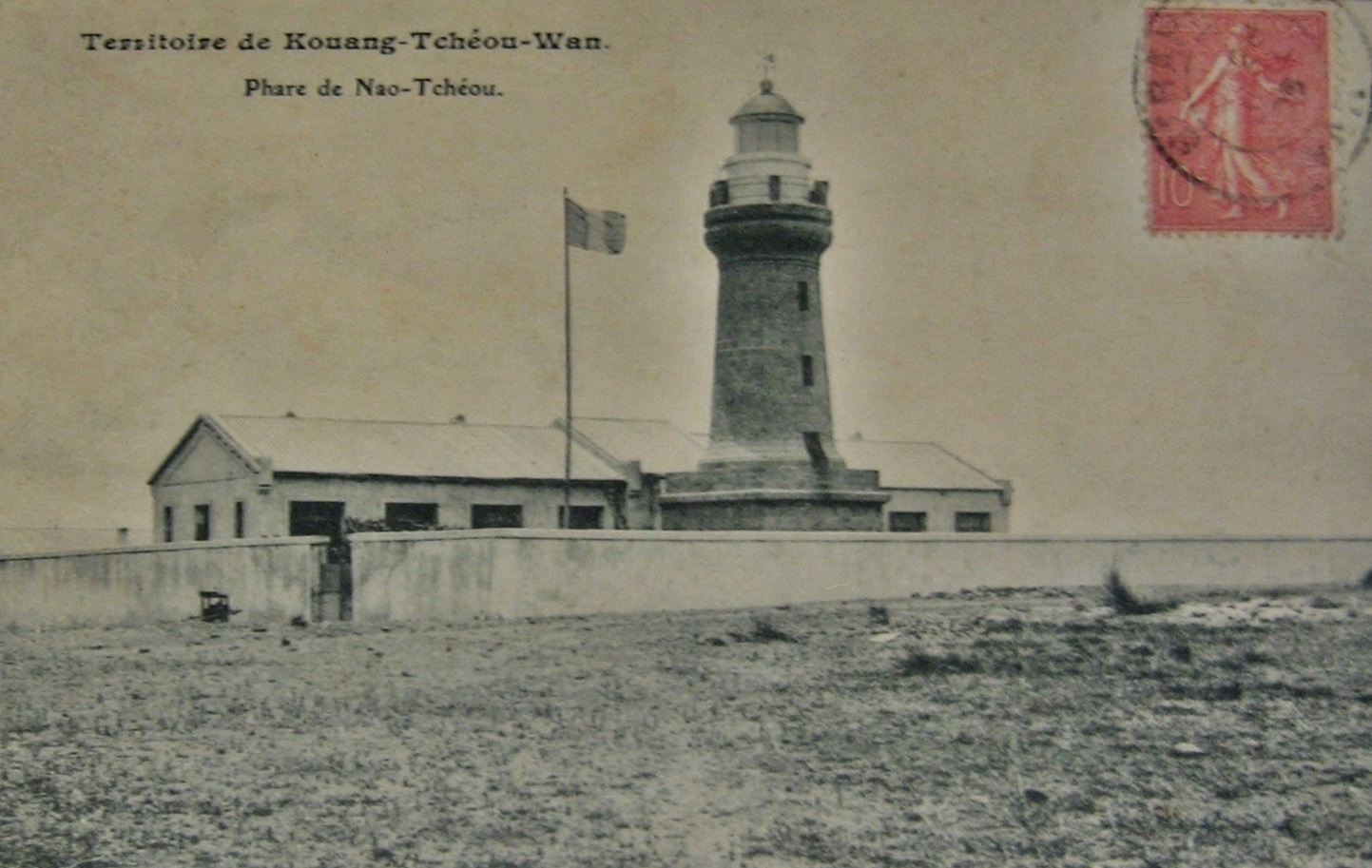
1905年的硇洲灯塔。
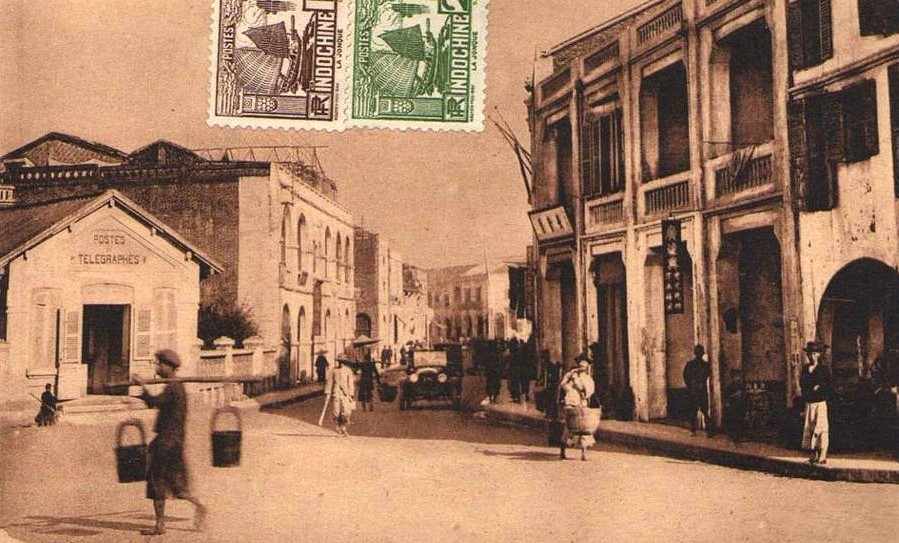
1920年的广州湾邮局
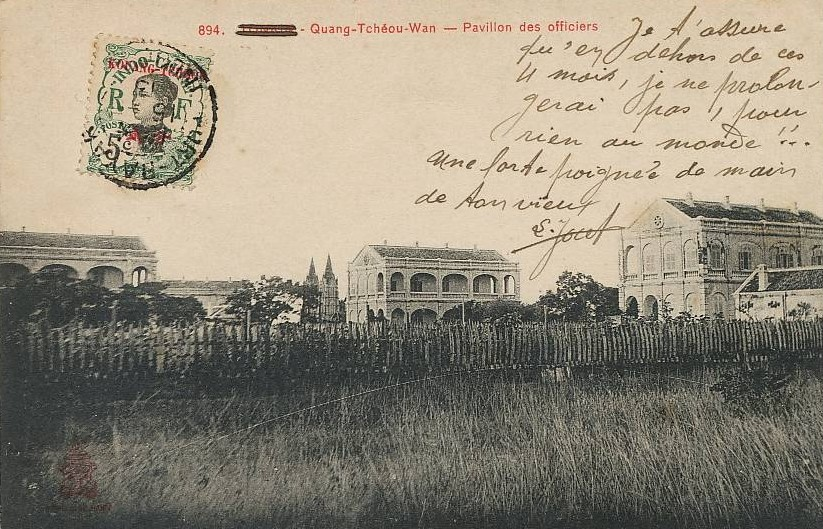
1913年的军官办公楼。
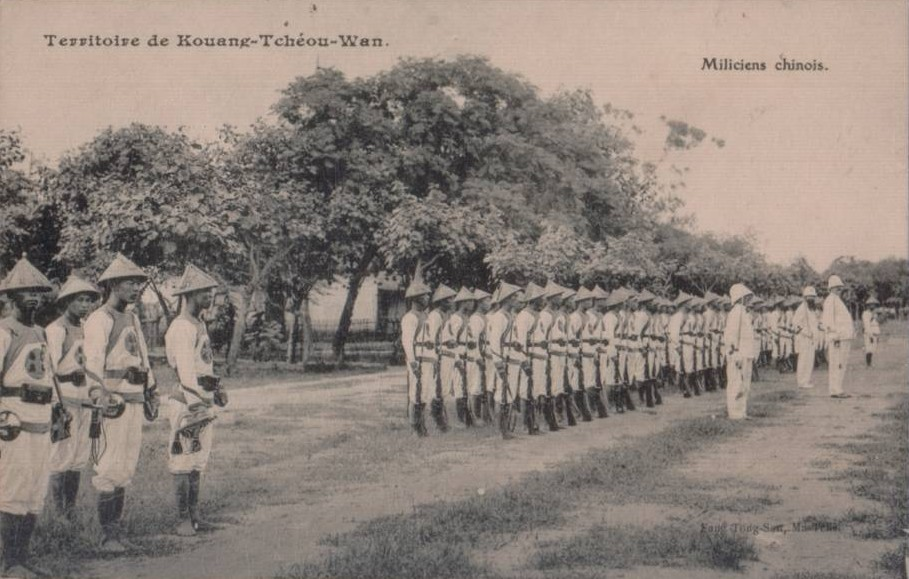
广州湾的华人民兵。
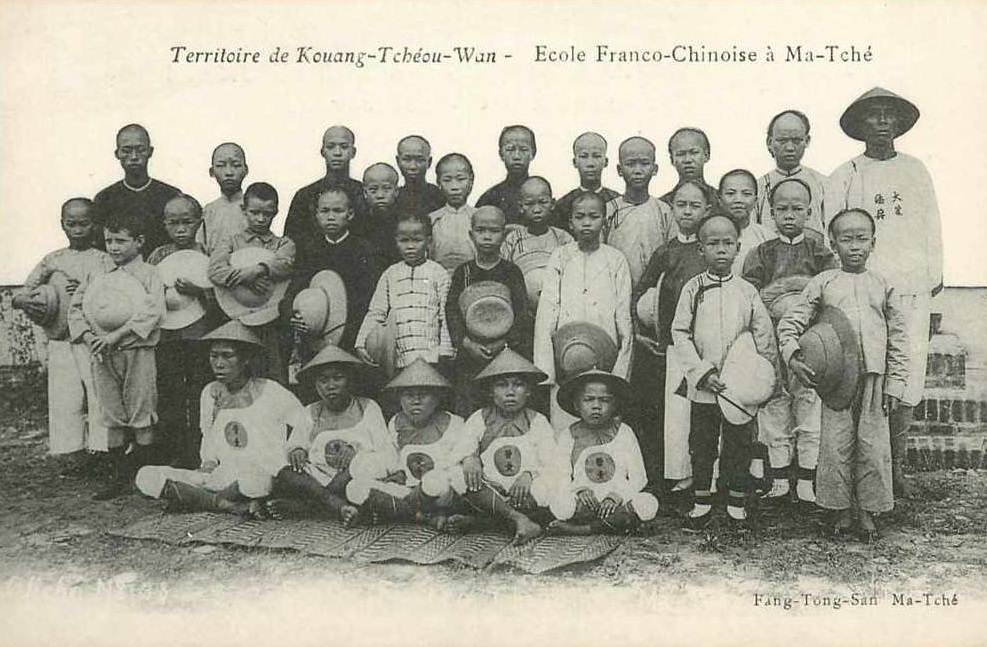
广州湾法华学校（安碧沙罗学校）的师生。

## 外部連結
- 世界飞地领土研究会 （页面存档备份，存于）（日文）
- Former Foreign Colonies and Major Concessions in China （页面存档备份，存于）（英文）
- 赤坎史话[永久]（中文）
- 1913年之法属印度支那及广州湾 （页面存档备份，存于）(法文地图）
- 广州湾、澳门及香港于中国两广地域之位置，约1900年 （页面存档备份，存于）(中文地图）

21°10′38.2″N 110°25′4.76″E / 21.177278°N 110.4179889°E